# Syrphus dalhousiae
Syrphus dalhousiae är en tvåvingeart som beskrevs av Ghorpade 1994. Syrphus dalhousiae ingår i släktet solblomflugor, och familjen blomflugor. Inga underarter finns listade i Catalogue of Life.